# محمد شلية الجهني
محمد شليه لاعب كرة قدم سعودي سابق.
هو محمد بن شلية الفايدي الجهني، ولد في 28 سبتمبر 1974 في مدينة جدة وقد لعب في النادي الأهلي كما مثل المنتخب السعودي.
كان يلعب شلية في مركز الظهير الأيمن وخدم نادي الاهلي أكثر من 10 سنوات، ساهم خلالها في تحقيق الكثير من البطولات، كما ساهم أيضاً في تحقيق انجازات مع منتخب بلاده.
وبدأ شلية اللعب مع الاهلي في عام 1408هـ في فريق البراعم حتى تدرج ألى ان وصل للفريق الأول عام 1412 وهو صغير في السن، حيث قام بتصعيده المدرب العالمي لويس فيليب سكولاري ومنذ ذلك التاريخ وهو يلعب مع الفريق الاهلاوي حتى اعتزاله عام 1424هـ.
وحقق شلية مع الاهلي العديد من البطولات كلاعب وقائد للفريق، أما عن مسيرته الدولية، فقد أختير أول مرة في كأس آسيا 1996م بالإمارات والتي حققه الأخضر كما شارك في بطولة كأس العالم لكرة القدم 1998 وبطولة كأس العالم لكرة القدم 2002
وقد اختير أفضل لاعب سعودي في نهائيات كأس العالم 2002 من قبل الفيفا، اشتهر بقدرة الفائقه على رفع الكرات العرضيه بكل دقة تم اختياره من ضمن أفضل عشرة أظهرة مميزين في العالم في عام 2000 من قبل مجلة فرانس فوتبول في قائمة ضمت اساطير الدفاع في ذلك الوقت امثال كافو ومالديني وربرتو كارلوس.
اعتزل كرة القدم عام 2004 وقد كان في اوجه عطائه وكانت قد جائته عروض انتقال كثيرة قبل اعتزاله لاكنه فضل انهأء مسيرته الكروية في النادي الذي ترعرع فيه.

## اسهاماته مع الاهلي
- كأس ولي العهد مرتين 1418هـ و1422هـ.
- كأس الأمير فيصل مرتين 1421هـ و1422هـ.
- كأس الصداقة الدولية 1422هـ و1423هـ.
- كأس الاندية العربية 1423هـ.
- كأس الخليج للأندية 1422هـ.

## اسهاماته مع المنتخب
- تحقيق كأس آسيا 96 بالإمارات.
- تحقيق كأس العرب 98 بقطر.
- التأهل لاولمبياد اتلانتا 96م.
- التأهل لكأس العالم 98 بفرنسا.
- التأهل لكأس العالم 2002 بكوريا الجنوبية واليابان.
- تحقيق كأس الخليج 2002 بالرياض.

## روابط خارجية
- محمد شلية الجهني على موقع الاتحاد الدولي (مؤرشف)  (الإنجليزية)
- محمد شلية الجهني على موقع قاعدة بيانات كرة القدم.إي يو (الإنجليزية)
- محمد شلية الجهني على موقع ناشيونال فوتبول تيمز (الإنجليزية)
- محمد شلية الجهني على موقع Soccerway.com (الإنجليزية)
- محمد شلية الجهني على موقع أوليمبيديا (الإنجليزية)